# Беседин, Артём Юрьевич
Артём Ю́рьевич Бесе́дин (укр. Артем Юрійович Бєсєдін; род. 31 марта 1996, Харьков) — украинский футболист, нападающий чешского клуба «Лишень». Выступал за сборную Украины.

## Биография
В шестилетнем возрасте отец отвёл Беседина в детскую футбольную школу к первому тренеру Придыбайло Юрию Анатольевичу. В родном Харькове Беседин успел поиграть за «ДЮСШ 13», «Арсенал» (Харьков), ХГВУФК № 1 и «Металлист», пока в июне 2012 года не оказался в киевском ДЮФШ «Динамо» им. Валерия Лобановского.
В Киеве Беседин был зачислен в группу, тренерами которой являлись Алексей Дроценко и Юрий Дмитрулин. С этой командой завоевал бронзовые награды ДЮФЛУ (U-17), а сам нападающий был одним из лидеров команды. В апреле 2013 года играл на турнире «Кубок Спартака» в Москве, где соперниками юных динамовцев были представители футбольных академий «Барселоны», «Тоттенхэма», «Бенфики», «Селтика» и «Спартака».
Летом 2013 года был зачислен в команду «Динамо» U-19, где играл под руководством Алексея Герасименко и со временем стал одним из основных нападающих. Параллельно привлекался к матчам «дубля» под руководством Валентина Белькевича. В итоге всего за сезон 2013/14 футболист провёл за обе команды 37 матчей в которых забил 19 голов.
Зимой 2015 года в услугах Беседина был заинтересован тренер «Говерлы» Вячеслав Грозный, но до полноценной аренды дело не дошло.

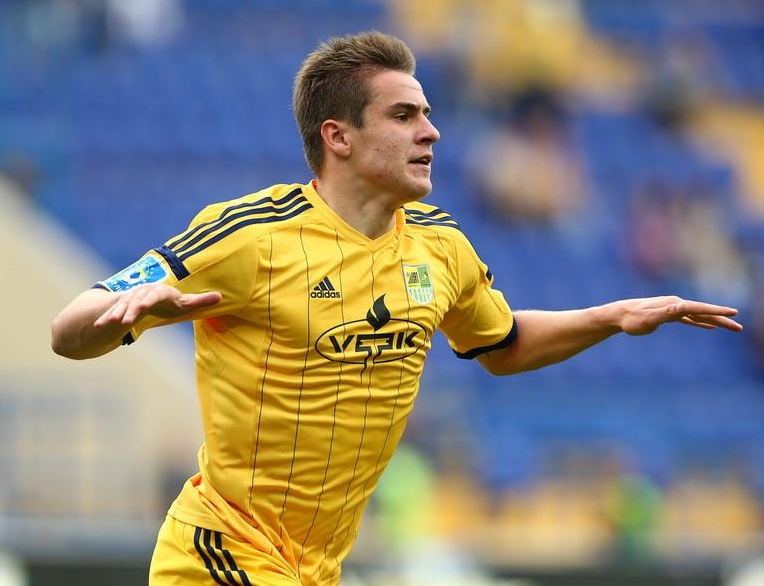
Беседин в составе «Металлиста»

В марте 2015 года вместе с ещё двумя «динамовцами» Евгением Селиным и Дмитрием Рыжуком перешёл на правах аренды в харьковский «Металлист», испытывающий недостаток исполнителей после ухода из команды легионеров и бойкота оставшихся игроков старта весенней части чемпионата Украины из-за невыполнения клубом контрактных обязательств перед ними.
В составе «Металлиста» дебютировал 4 марта 2015 года в рамках 1/4 финала Кубка Украины против донецкого «Шахтёра», заменив после перерыва Егора Чегурко. В следующем календарном матче харьковчан против того же «Шахтёра» футболист сыграл свой первый матч в Премьер-лиге. В дебютной игре Беседин вышел в стартовом составе и после перерыва был заменён на Богдана Бойчука. 27 декабря 2015 года стало известно, что Артём вернулся в «Динамо».
29 ноября 2019 года после матча пятого тура группового этапа Лиги Европы против «Мальмё» (3:4) Беседин не прошёл допинг-тест. В феврале УЕФА на год отстранил форварда за нарушение антидопинговых правил. Футболист был временно отстранен от участия в соревнованиях ещё 19 декабря, поэтому срок действия дисквалификации начался именно с этого дня.

## Карьера в сборной
1 июня 2021 года был включён в официальную заявку сборной Украины главным тренером Андреем Шевченко для участия в матчах чемпионата Европы 2020 года.
На Евро-2020 в матче Украина-Швеция 29 июня 2021 был серьёзно травмирован, в результате чего выбыл из игры на полгода.

## Достижения
«Динамо» (Киев)
- Чемпион Украины: 2020/21
- Серебряный призёр чемпионата Украины (2): 2016/17, 2017/18
- Обладатель Суперкубка Украины: 2018
- Обладатель Кубка Украины (2): 2019/20, 2020/21
- Финалист Кубка Украины (2): 2016/17, 2017/18